# Legendary Years
Legendary Years es un álbum recopilatorio de la banda italiana de power metal sinfónico Rhapsody of Fire. Consiste de canciones regrabadas de la Emerald Sword Saga, una historia contada a través de cinco álbumes conceptuales que comenzó con el primer álbum de la banda Legendary Tales en 1997 y concluyó con Power of the Dragonflame en 2002.
Es el primer trabajo de la banda con el vocalista Giacomo Voli y el baterista Manu Lotter, reemplazando a los miembros de toda la vida Fabio Lione y Alex Holzwarth respectivamente.
Con la salida del guitarrista y miembro fundador Luca Turilli de la banda en 2011 y la salida de Fabio tras el álbum anterior (junto a Holzwarth), el único miembro original restante es Alex Staropoli (sin contar a Roby de Micheli, quien fue miembro de la banda cuando aun eran Thundercross). Por lo que este álbum se considera un punto y aparte en la historia del grupo, pues marca el final definitivo del antiguo Rhapsody of Fire tras la salida de la mayoría de sus miembros característicos. 
El álbum funciona tanto como celebración del 20 aniversario del primer álbum de la banda (en paralelo con el 20th Anniversary Farewell Tour de los exmiembros de la banda original), como una muestra de la nueva alineación, especialmente del vocalista Giacomo Voli, y a su vez como un preludio para el primer álbum de estudio bajo esta alineación The Eighth Mountain.

## Lista de canciones
Todas las letras fueron escritas por Luca Turilli; toda la música fue compuesta por Turilli y Alex Staropoli.
| N.º   | Título                                     | Álbum original              | Duración |  |
| 1.    | «Dawn of Victory»                          | Dawn of Victory             | 4:44     |  |
| 2.    | «Knightrider of Doom»                      | Power of the Dragonflame    | 3:58     |  |
| 3.    | «Flames of Revenge»                        | Legendary Tales             | 5:32     |  |
| 4.    | «Beyond the Gates of Infinity»             | Symphony of Enchanted Lands | 7:21     |  |
| 5.    | «Land of Immortals»                        | Legendary Tales             | 4:53     |  |
| 6.    | «Emerald Sword»                            | Symphony of Enchanted Lands | 4:23     |  |
| 7.    | «Legendary Tales»                          | Legendary Tales             | 7:49     |  |
| 8.    | «Dargor, Shadowlord of the Black Mountain» | Dawn of Victory             | 4:47     |  |
| 9.    | «When Demons Awake»                        | Power of the Dragonflame    | 6:46     |  |
| 10.   | «Wings of Destiny»                         | Symphony of Enchanted Lands | 4:17     |  |
| 11.   | «Riding the Winds of Eternity»             | Symphony of Enchanted Lands | 4:12     |  |
| 12.   | «The Dark Tower of Abyss»                  | Symphony of Enchanted Lands | 6:51     |  |
| 13.   | «Holy Thunderforce»                        | Dawn of Victory             | 4:20     |  |
| 14.   | «Rain of a Thousand Flames»                | Rain of a Thousand Flames   | 3:43     |  |
| 73:36 |                                            |                             |          |  |

| Bonus track japonés |                     |                          |          |  |
| N.º                 | Título              | Álbum original           | Duración |  |
| 15.                 | «Where Dragons Fly» | Emerald Sword (sencillo) | 4:34     |  |

## Formación
Toda la información proviene del folleto del álbum.
Rhapsody of Fire
- Alex Staropoli – teclados, producción, ingeniería, edición.
- Roby De Micheli – guitarras.
- Alessandro Sala – bajo.
- Giacomo Voli – voz principal, voz de coros, director de coro.
- Manu Lotter – batería.

Musicos adicionales
- Manuel Staropoli – interpete barroco, oboe barroco, flauta.
- Massimo Marchese – laúd.
- Teodora Tommasi – arpa celta.
- Elisa Frausin – violenchelo.
- Elisa Verzier – voz (alto).
- Riccardo Rados – voz (tenor).
- Hao Wang – voz (bajo).
- Matjaž Zobec – voz (bajo).
- Paola Marra – voz (soprano).
- Galateia Mastichidou – voz (soprano).

Coros
- Paolo Ribaldini, Davide Moras, Fabio Sambenini, Gabriele Gozzi, Alex Mari, Marco Sandron.

Producción
- Sebastian "Seeb" Levermann – ingeniería, edición, mezcla, masterización, grabación.
- Massimo Goina – fotografía.
- Paul Thureau – diseño.
- Luca Balboa – dirección.
- Alexandre Charleux – carátula.